# Burgkapelle (Gollern)

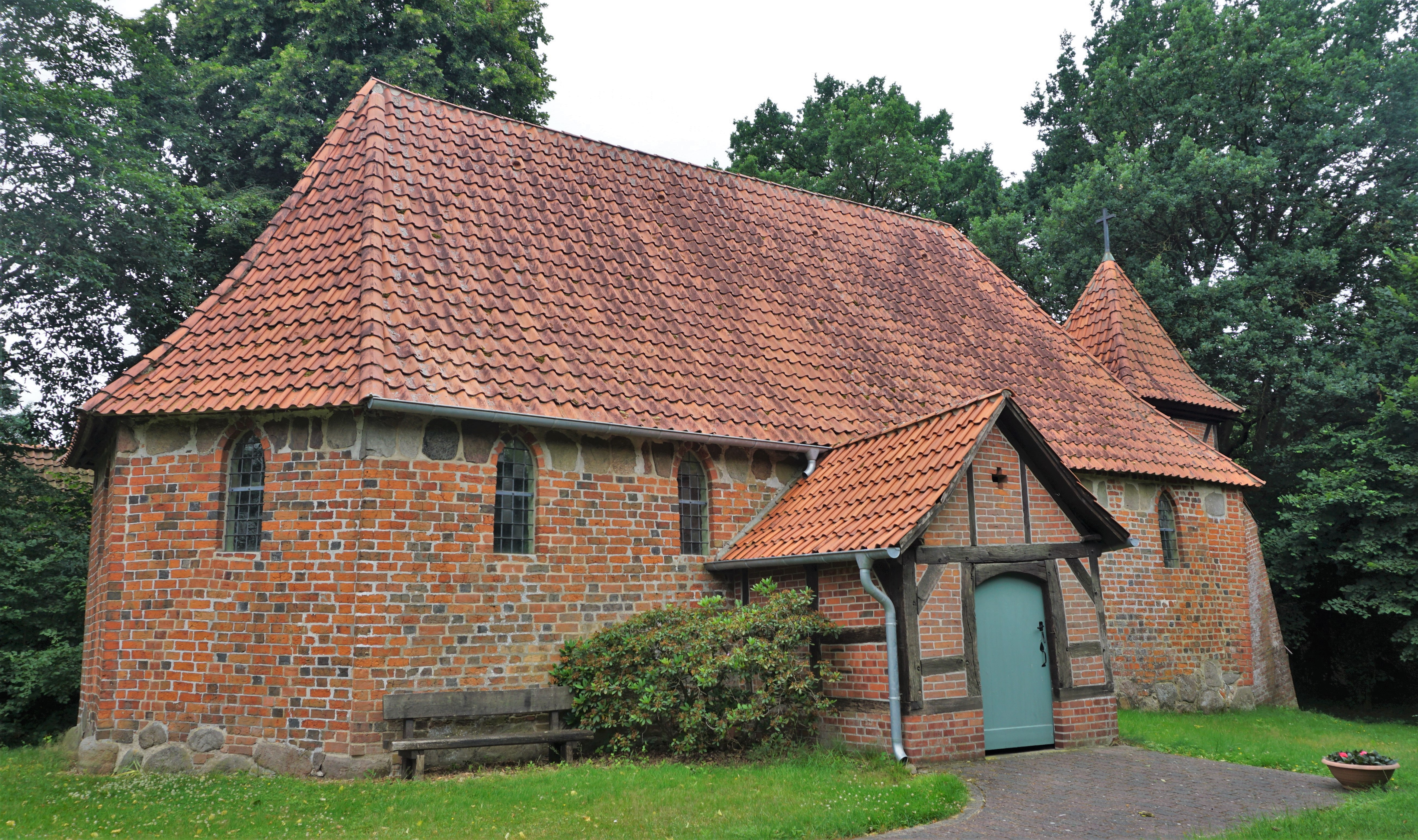
Burgkapelle in Gollern

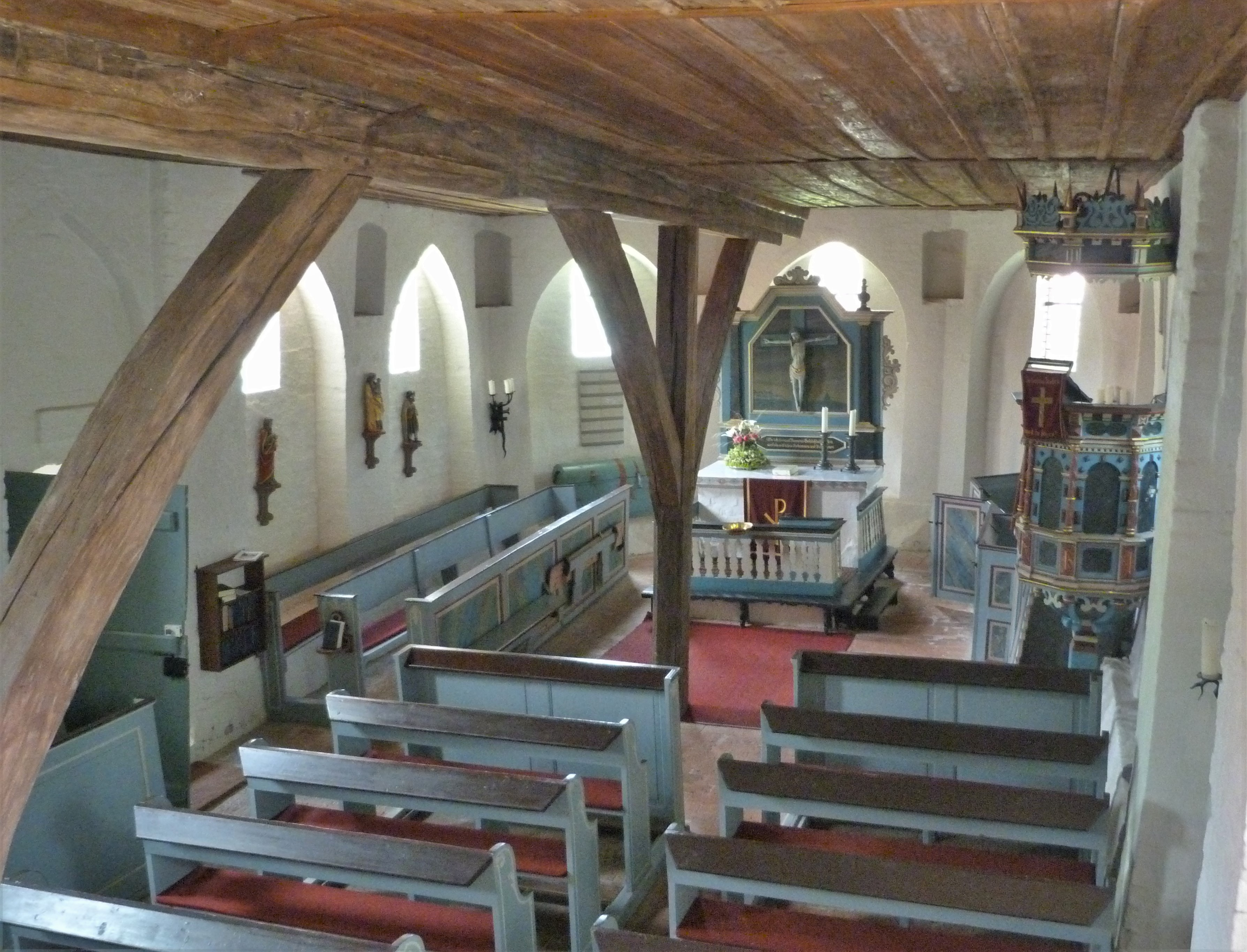
Kirchenschiff der Burgkapelle

Die evangelisch-lutherische Burgkapelle in Gollern ist ein kleiner gotischer Backsteinbau im niedersächsischen Landkreis Uelzen.

## Lage
Die Burgkapelle liegt am südwestlichen Rand des kleinen Ortes Gollern. Sie steht am südlichen Rand einer kleinen Rasenfläche und ist direkt südlich sowie westlich von Bäumen umgeben. Der Gollener Bach verläuft wenige Meter westlich.

## Geschichte
In Gollern befand sich eine Burg der Adelsfamilie von Hitzacker, welche 1336 und 1341 mitsamt dem Kirchenpatronat an das Kloster Medingen verkauft wurde. Die heutige Kapelle wurde vermutlich als Wehrkapelle der Burg errichtet. Der Gründungszeitpunkt der Burg und Kapelle ist nicht bekannt. Die erste urkundliche Erwähnung der Kapelle stammt aus dem Jahr 1318.
1396 wurde die Burgkapelle zur Gemeindekirche der Dörfer Masbrock und Gollern erhoben. Zu gleicher Zeit wurde auch die Empore eingebaut. 1567 erfolgte die Reformation der Kapelle und gleichzeitig die Vereinigung der Pfarre in Gollern mit der Pfarre zu Römstedt. 1865 wurde die Kirchengemeinden Römstedt und Gollern schließlich vereinigt.
Während des Dreißigjährigen Krieges wurde die Kapelle 1629 Opfer von Plünderungen.
Der Westturm wurde 1855 in Fachwerkbauweise errichtet.
Die Burgkapelle ist heute neben der Matthäus-Kirche in Römstedt und der Kapelle zu Höver Teil der Kirchengemeinde Römstedt im Kirchenkreis Uelzen der Evangelisch-lutherischen Landeskirche Hannovers, die seit 2010 mit der Kirchengemeinde Himbergen pfarramtlich verbunden ist.

## Architektur
Die Burgkapelle ist ein einschiffiger romanisch-gotischer Backsteinbau mit dreiseitigem Chorschluss und einem Westturm aus Fachwerk. An der Nordseite schließt ein nachträglich hinzugefügter Eingangsvorbau aus Fachwerk an das Kirchenschiff an. Der Sockel und der Traufgesims bestehen aus Feldsteinmauerwerk. Die Kapelle besitzt zwölf hoch angesetzte Spitzbogenfenster mit romanischen Motiven. Eine zugemauerte Tür in der Südwand und bei Renovierungsarbeiten entdeckte bauliche Überreste lassen vermuten, dass die Kapelle mit der mutmaßlich direkt südlich gelegenen Burg baulich verbunden war.
Der Innenraum wird von einer Bretterdecke überspannt. Mittig entlang der Längsachse teilen zwei hölzerne Dachpfeiler den Innenraum. Das Kirchenschiff und der Chor besitzen innen liegende spitzbogenförmige Stützpfeiler. Die Kapelle besitzt eine hölzerne Westempore.

## Ausstattung
Der barocke Altaraufsatz wurde aus Lüneburger Zechstein hergestellt und zeigt mittig ein Kruzifix. Die an der Altarumgrenzung angebrachte Taufschale stammt aus dem Jahr 1658. An der Nordwand sind Holzfiguren von Maria mit dem Jesuskind, Jakobus und Johannes angebracht. Sie sind die ältesten Ausstattungsstücke der Kirche. An der Südwand der Kapelle ist die bunt bemalte Kanzel angebracht. Sie wurde aus Holz im Stil der Renaissance angefertigt.

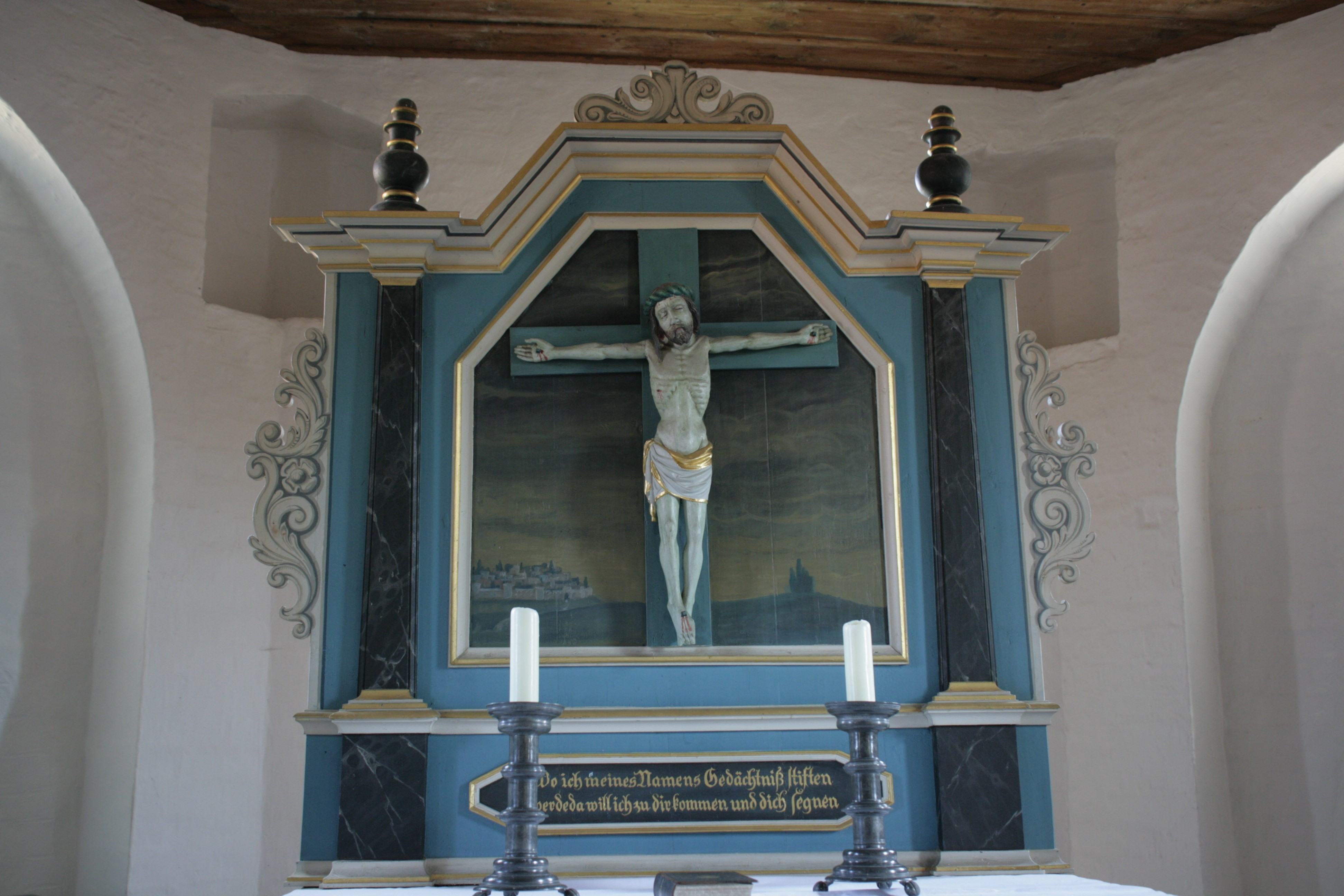
Altaraufsatz
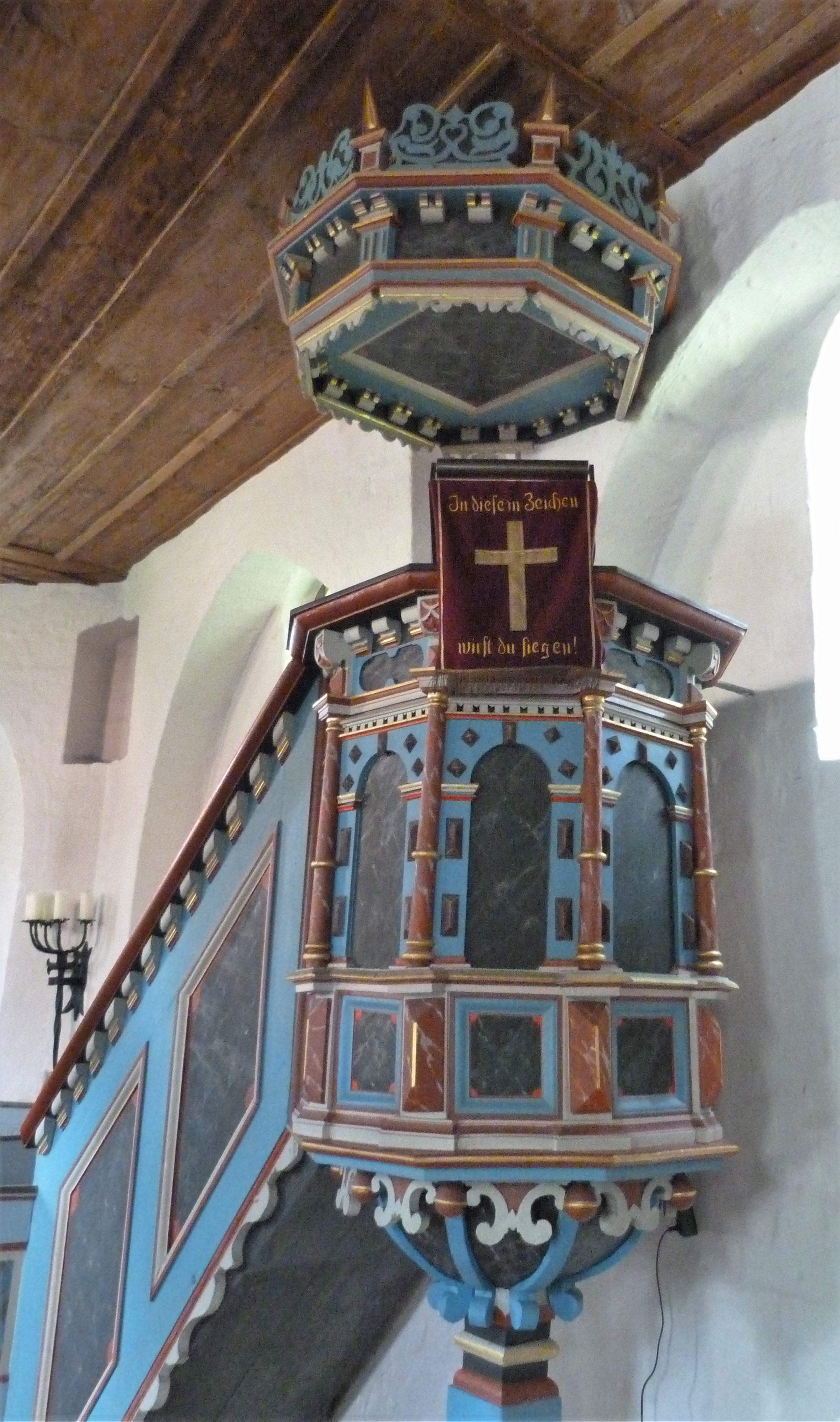
Kanzel

## Geläut
Die Glocke im Westturm wurde vom Glockengießer Hinrick Schulte im Jahr 1577 aus Bronze gegossen. Die Glocke hat einen Durchmesser von 56 cm und wiegt 95 Kilogramm. Der Schlagton der Glocke ist fis″. Ende des Zweiten Weltkrieges wurde die Glocke 1944 nach Harburg gebracht. Da die Glocke nicht mehr eingeschmolzen wurde, konnte sie 1947 zurückgebracht werden.